# Nathanael Saleh
Nathanael Saleh, född 22 april 2006, är en brittisk skådespelare.
Saleh har bland annat medverkat i filmen Mary Poppins kommer tillbaka. Han har även medverkat i TV-serierna Brevet till kungen och Dangerous Liaisons.

## Filmografi (i urval)
- 2018 – Mary Poppins kommer tillbaka
- 2020 – Brevet till kungen (TV-serie)
- 2022 – Dangerous Liaisons (TV-serie)